# Komputerkémek
A Komputerkémek (eredeti cím: Sneakers) 1992-ben (Magyarországon 1993-ban) bemutatott amerikai krimi, thriller, melyet Phil Alden Robinson rendezett és két társírójával (Walter Parkes és Lawrence Lasker) írt. A filmet a Universal Pictures adta ki, Magyarországon forgalmazta a UIP-Dunafilm.

## Cselekmény
|  | Alább a cselekmény részletei következnek! |

1969-ben, két egyetemista jóbarát, Martin Brice (Gary Hershberger) és Cosmo (Jo Marr) számítógépes hackerek, akik illegálisan ellopják gazdagok pénzét, azért hogy baloldali szervezetek finanszírozzanak. Amikor Martin elmegy pizzáért, Cosmót letartóztatják, ezért Martin Brice elszökik és inkognitóba vonul, majd Martin Bishop álnéven bujkál. 
Évekkel később, 1992-ben, San Franciscóban Martin (Robert Redford), akit most Martin Bishopnak hívnak, egy behatolásvizsgálatokat végző biztonsági szakemberekből álló csapatot vezet. A csapat tagja Donald Crease (Sidney Poitier), egykori CIA-tiszt, Darren "Anyuci" Roskow (Dan Aykroyd), összeesküvés-elméletekben hívő elektronikai technikus, Carl Arbogast (River Phoenix), egy fiatal hackerzseni, és Irwin "Füttyös" Emery (David Strathairn), egy vak telefonos adathalász.
Martint felkeresik az NSA tisztjei, Dick Gordon (Timothy Busfield) és Buddy Wallace (Eddie Jones), és arra kérik, hogy szerezzen vissza egy "fekete dobozt" Dr. Gunter Janek (Donal Logue) matematikustól, amelyet "Setec Astronomy" néven fejlesztett ki állítólag az orosz kormány számára. Martin habozik, de beleegyezik, amikor az ügynökök felfedik, hogy tisztában vannak a valódi személyazonosságával, és cserébe felajánlják, hogy tisztára mossák a múltját és eltörlik a priuszát. Egykori barátnője, Liz (Mary McDonnell) és a csapata segítségével Martin megszerzi a dobozt, amelyet telefonos üzenetrögzítőnek álcáznak. Füttyös, Anyuci és Carl megvizsgálják a dobozt, és rájönnek, hogy az képes feltörni szinte minden amerikai számítógépes rendszer titkosítását. 
Martin átadja a dobozt Gordonnak és Wallace-nak, de épphogy megmenekül attól, hogy megöljék, miután Crease rájön, hogy Janeket előző este meggyilkolták. Barátja, Gregor (George Hearn) az orosz diplomata elmondja Martinnak, hogy a két NSA ügynök csak két bűnöző volt, akik ügynöknek adták ki magukat és Janek dolgozott az NSA-nak. Mielőtt Gregor bővebben kifejthetné a dolgot, ál-FBI-ügynökök megölik, és elrabolják Martint, egy távoli helyre viszik, ahol újra találkozik Cosmóval (Ben Kingsley), akiről Martin azt hitte, hogy a börtönben meghalt. A börtönben Cosmo kapcsolatot alakított ki a szervezett bűnözéssel, amely felismerte a tehetségét. Cosmo azt tervezi, hogy Janek dobozát a világgazdaság destabilizálására használja, és felajánlja Martinnak, hogy csatlakozzon hozzá. Martin visszautasítja, mire Cosmo a doboz segítségével betör az FBI központi számítógépébe, és összekapcsolja Martin jelenlegi személyazonosságát a korábbi , körözött személyével (Martin Brice). Cosmo elengedi Martint.
Martin, aki immár ismét szökésben van a törvény elől, áttelepíti csapatát Liz lakásába. Kapcsolatba lépnek Abbott (James Earl Jones) NSA-ügynökkel, aki a dobozt akarja, de addig nem tud biztonságot nyújtani, amíg az nincs Martin birtokában. Füttyös elemzi a hangokat, amelyeket Martin az elrablása során hallott, és azonosítani tudja a földrajzi területet, ahová Martint korábban elvitték, ami egy játékgyárnak álcázott épület, amely Cosmo műveletének fedőszerveként működik. Utánanéznek az épület biztonsági rendszereinek, és azonosítják Werner Brandes (Stephen Tobolowsky) alkalmazottat, akinek az irodája Cosmo irodája mellett van. Egy hamis számítógépes randevút szerveznek Liznek Brandesszel, hogy a lány megszerezze a belépőkártyáját és a hangfelismerő kódokat, amelyekkel Martinnak és csapatának az irodába való bejutásához kell.
Brandes a randi alatt gyanakodni kezd Lizre, és elviszi Cosmóhoz az irodájába. Úgy tűnik, semmi baj nincs, és Cosmo elengedi Lizt, de amikor a lány megjegyzi, hogy ez egy számítógépes randi, Cosmo felismeri Martin keze munkáját, és lezárja a létesítményt. Martint elfogják, és Cosmo ismét megpróbálja meggyőzni, hogy csatlakozzon hozzá. Martin visszautasítja, és inkább átadja a dobozt. A csapat elmenekül, mielőtt Cosmo rájönne, hogy hangrögzítő, doboz amit kapott, az valójában üres és hiányzik belőle a szerkezet (a fekete doboz).
Visszatérve saját irodájukba, Martin csapatát Abbott és ügynökei veszik körül. Miután Martin rámutat, hogy a doboz titkossága mennyire fontos az NSA számára, amely azt más ügynökségek elleni kémkedésre használhatja, Abbott beleegyezik, hogy töröljék Martin aktáját, és teljesítse csapata többi tagjának kérését. Miután Abbott és az ügynökök távoznak a dobozzal, Martin megmutatja, hogy a fő processzor eltávolításával használhatatlanná tette a szerkezetet. 
|  | Itt a vége a cselekmény részletezésének! |

## Szereplők
| Szerep                                        | Színész              | Magyar hang          |
| --------------------------------------------- | -------------------- | -------------------- |
| Martin 'Marty' Bishop/ Martin Brice           | Robert Redford       | Szabó Sipos Barnabás |
| Cosmo                                         | Ben Kingsley         | Végvári Tamás        |
| Donald Crease                                 | Sidney Poitier       | Papp János           |
| Darren 'Anyuci' Roskow                        | Dan Aykroyd          | Szersén Gyula        |
| Erwin 'Füttyös' Emory                         | David Strathairn     | Csankó Zoltán        |
| Carl Arbogast                                 | River Phoenix        | Zalán János          |
| Liz                                           | Mary McDonnell       | Kiss Erika           |
| Dick Gordon                                   | Timothy Busfield     | Rosta Sándor         |
| Buddy Wallace                                 | Eddie Jones          | Horkai János         |
| Gregor                                        | George Hearn         | Izsóf Vilmos         |
| Dr. Werner Brandes                            | Stephen Tobolowsky   | Varga T. József      |
| Dr. Günter Janek                              | Donal Logue          | Haás Vander Péter    |
| Bernard Abbott, Országos Biztonsági Ügynökség | James Earl Jones     | Huszár László        |
| A fiatal, egyetemista Cosmo                   | Jo Marr              | Végh Péter           |
| A fiatal, egyetemista Brice                   | Garrison Hershberger | Szabó Sipos Barnabás |

## Fordítás
- Ez a szócikk részben vagy egészben  a   Sneakers (1992 film) című angol Wikipédia-szócikk fordításán alapul.  Az eredeti cikk szerkesztőit annak laptörténete sorolja fel. Ez a jelzés csupán a megfogalmazás eredetét és a szerzői jogokat jelzi, nem szolgál a cikkben szereplő információk forrásmegjelöléseként.